# Jordi Sánchez i Zaragoza
 (avril 2021).
Si vous disposez d'ouvrages ou d'articles de référence ou si vous connaissez des sites web de qualité traitant du thème abordé ici, merci de compléter l'article en donnant les références utiles à sa vérifiabilité et en les liant à la section « Notes et références ».
Jordi Sànchez i Zaragoza (né à Barcelone le 13 mai 1964) est un acteur, dramaturge et scénariste catalan. Il est surtout connu pour le rôle de Lopes dans la série catalane de TV3 Plats bruts et pour le rôle d'Antonio Recio dans la série La que se avecina.

## Biographie

### Jeunesse
Diplômé en sciences infirmières de l'Université autonome de Barcelone, il a quitté sa première profession pour se consacrer au théâtre. Le 3 novembre 2011, il a publié un livre d'histoires autobiographiques (en catalan) : Humans que m'he trobat.

### Télévision et cinéma
Diplômé de l'Institut del Teatre de Barcelona, il fonde, avec Joel Joan, Elisenda Alonso et Mònica Glaenzel, les compagnies de théâtre Kràmpack et Avern productions, dont il a fait partie pendant dix ans, et avec lesquelles il a écrit, interprété et production, théâtre et deux séries pour la télévision : Plats bruts (1999-2002) et L'un per l'altre (2003). Dirty Dishes a remporté le prix Ondas de la meilleure série télévisée en 2002.
En 2003, il a reçu le prix Max des arts du spectacle comme meilleur auteur pour Kràmpack et aussi le prix de la critique de Barcelone. Deux de ses textes ont été emmenés au cinéma : Excuses et Kràmpack.
En 2015, il est apparu dans la série catalane TV3 Cites jouant Pinyó. Il joue actuellement le rôle d'Antonio Recio dans la série télévisée de Telecinco La que se avecina. En tant qu'acteur, il a travaillé avec des réalisateurs comme Laura Mañà, David Marquès, Cesc Gay, Toni Salgot, Joaquim Oristrell, Pep Anton Gómez, Joel Joan, Sergi Belbel, Antonio Chevarrias, Josep María Mestres, Ventura Pons et Francesc Bellmunt.

## Théâtre
- 1992 : Mareig
- 1993 : Yvonne, Princesa de Borgonya
- 1994 : El mercader de Venècia
- 1996 : L'avar
- 1997 : Sóc lletja
- 1998 : Kràmpack
- 1998 : Soy fea
- 2000 : Excuses!
- 2003 : Sexes
- 2008 : Sexes 2.0
- 2013 : Pozo and Tinet
- 2016 : El Enuco

## Filmographie

### Cinéma
- 1993 : Mi hermano del alma de Mariano Barroso
- 1993 : Monturiol, el senyor del mar de Francesc Bellmunt
- 1995 : Susanna de Antonio Chevarrias
- 1995 : El perquè de tot plegat de Ventura Pons
- 1996 : El caso para dos de Antonio Chevarrias
- 1998 : Orígens de Raimon Masllorens
- 2002 : A la ciutat de Cesc Gay
- 2003 : Excuses! de Joel Joan
- 2005 : Presumptes implicats de Enric Folch
- 2006 : Myway de Toni Salgot
- 2010 : Clara Campoamor, la mujer olvidada de Laura Mañá
- 2010 : En fuera de juego de David Marqués
- 2012 : Love Wars de Vicente Bonet
- 2015 : Ara o mai de Maria Ripoll
- 2016 : Cuerpo de Elite
- 2018 : Formentera Lady de Pau Durà

### Télévision
- 1999-2002 : Plats bruts
- 2003 : L'un per l'altre
- 2006 : Divinos
- 2007-Present : La que se avecina
- 2010 : Divinas
- 2015 : Cites
- 2022 : Machos Alfa
- 2022 : Entrevías : Guillermo Salgado